# Beerse
Beerse és un municipi belga de la província d'Anvers a la regió de Flandes. Està compost per les seccions de Beerse i Vlimmeren. Limita al nord amb Merksplas, a l'oest amb Malle i Rijkevorsel, a l'est amb Turnhout i Vosselaar i al sud amb Lille.

## Evolució de la població

### Seglexix
| Any      | 1806 | 1816 | 1830 | 1846  | 1856  | 1866  | 1876  | 1880  | 1890  |
| -------- | ---- | ---- | ---- | ----- | ----- | ----- | ----- | ----- | ----- |
| Població | 720  | 745  | 853  | 1.059 | 1.105 | 1.086 | 1.275 | 1.317 | 1.560 |
|          |      |      |      |       |       |       |       |       |       |

### Segle XX (fins a 1976)
| Any      | 1900  | 1910  | 1920  | 1930  | 1947  | 1961  | 1970  | 1976   |  |
| -------- | ----- | ----- | ----- | ----- | ----- | ----- | ----- | ------ |  |
| Població | 2.394 | 3.482 | 4.037 | 5.052 | 6.574 | 8.245 | 9.643 | 10.044 |  |
|          |       |       |       |       |       |       |       |        |  |

### 1977 ençà
| Any       | 1977   | 1980   | 1985   | 1990   | 1995   | 2000   | 2005   |
| --------- | ------ | ------ | ------ | ------ | ------ | ------ | ------ |
| Població  | 11.893 | 12.624 | 13.166 | 13.868 | 14.847 | 15.698 | 16.296 |
| Font: NIS |        |        |        |        |        |        |        |